# Stångehamn
Stångehamn est une localité de Suède dans la commune d'Oskarshamn située dans le comté de Kalmar.
Sa population était de 205 habitants en 2019.